# Суп с яичными хлопьями

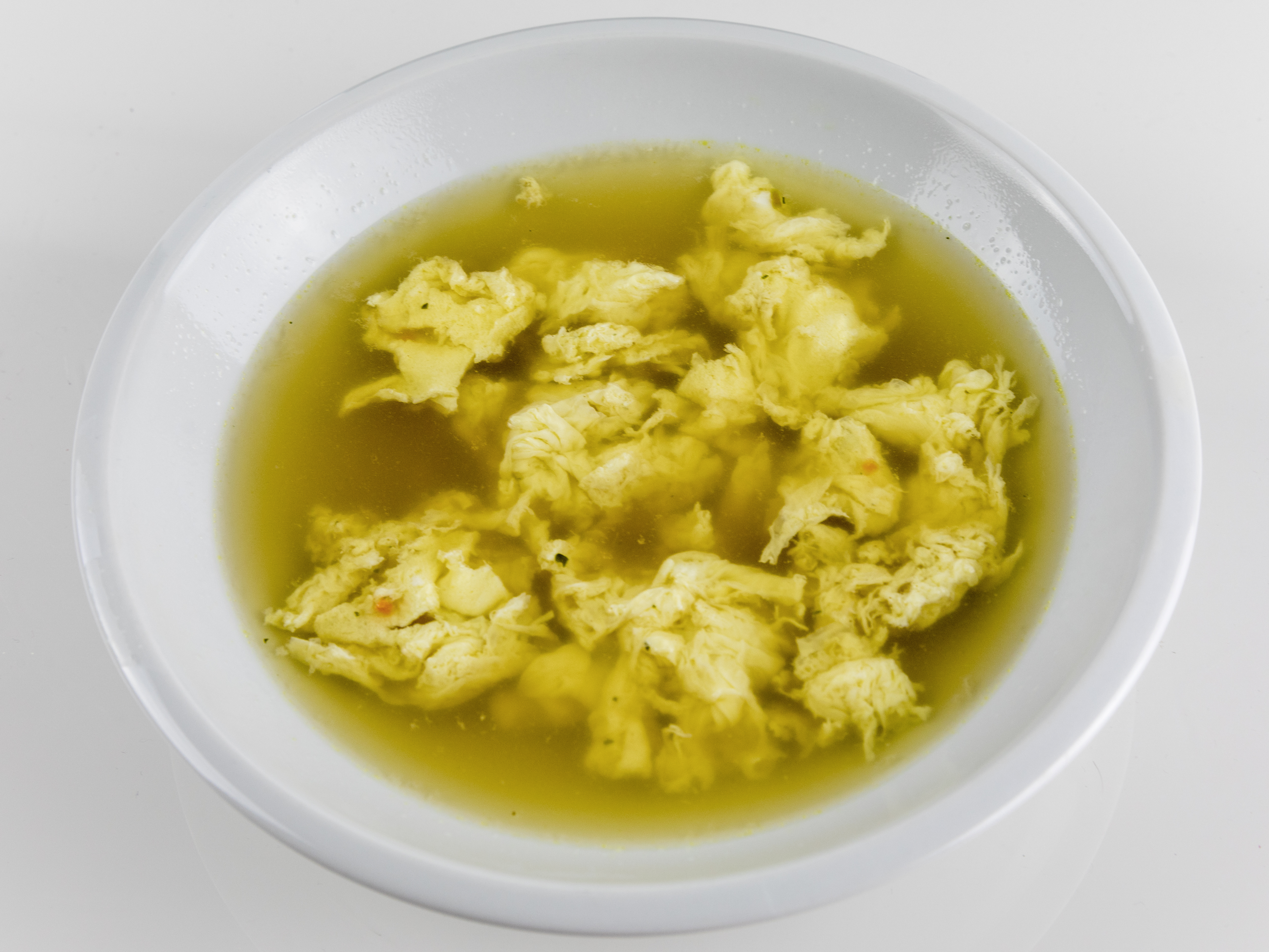
Диетический суп с яичными хлопьями на овощном бульоне

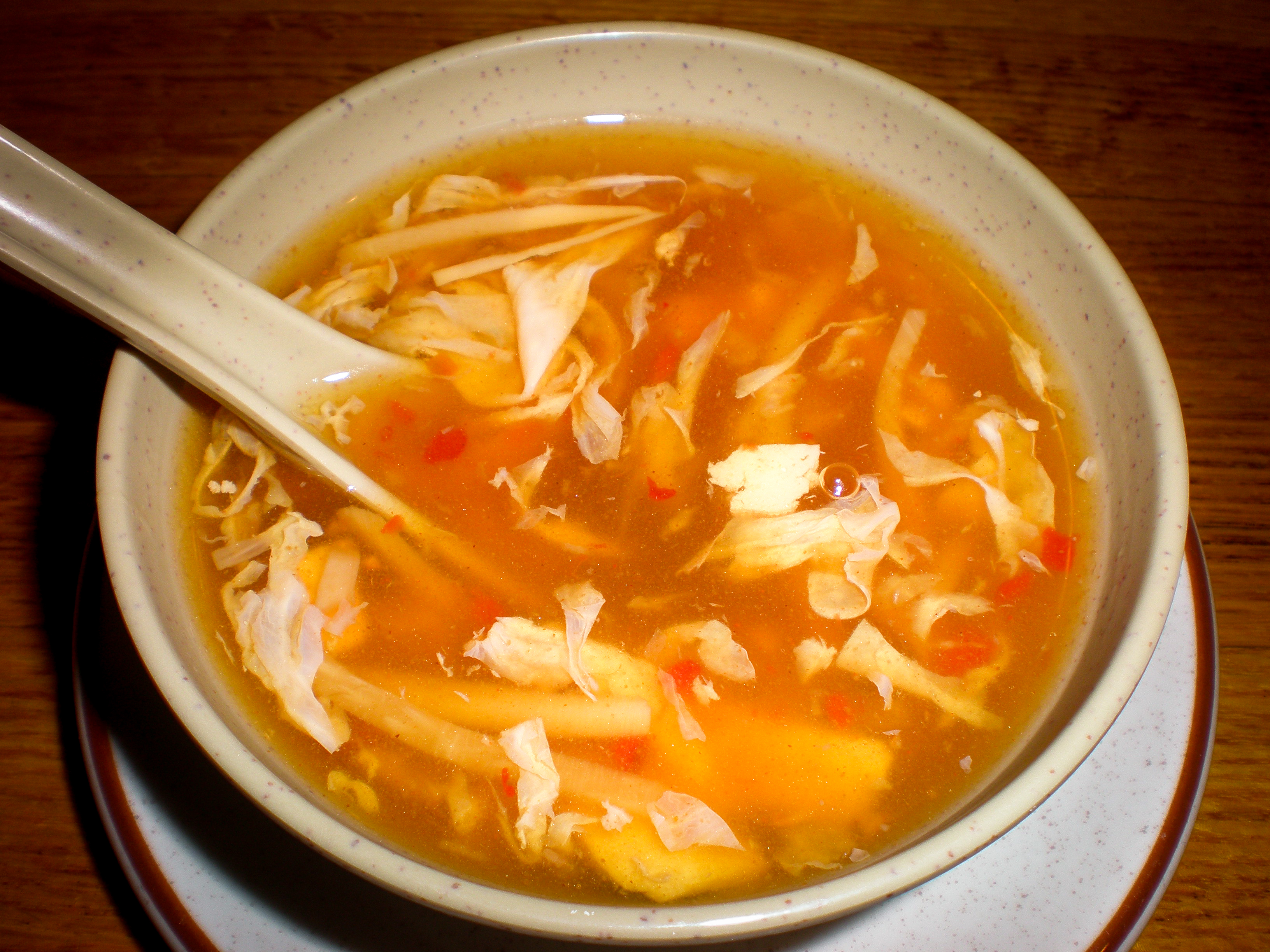
Пекинский суп

Суп с яичными хлопьями — классическое первое блюдо во многих национальных и региональных кухнях. В базовом рецепте готовится на основе овощного или мясного бульона, в который постепенно при помешивании вливают взбитое яйцо, которое в слабо кипящей жидкости в результате денатурации приобретает форму хлопьев или волокон. Немцы и австрийцы подмешивают ко взбитому яйцу муку и молоко, итальянцы — тёртый пармезан и манную крупу.
Суп с яичными хлопьями на овощном бульоне может использоваться в диетическом и вегетарианском питании, а также рекомендуется в детском питании. Австрийский суп с хлопьями, «айерфлокензуппе» или «айерфлёкхензуппе», подают больным и ослабленным людям.
В России с яичными хлопьями готовят часто щавелевый, крапивный или овощной супы или заправляют куриный бульон, во Франции готовят чесночно-яичный суп турен, в Италии — страчателлу, в Китае — даньхуатан, кисло-сладкий пекинский суп, яично-томатный суп, в Японии — какитама дзиру. Кулинарный приём с вливанием в суп яиц используется при приготовлении испанского чесночного супа. Бульон с яичными хлопьями на юге Германии подают в качестве соуса к мясным блюдам, в особенности к жареному цыплёнку. В еврейской кухне с яичными хлопьями готовят молочный суп.